# SN 2004ge
SN 2004ge – supernowa typu Ic odkryta 2 grudnia 2004 roku w galaktyce UGC 3555. Jej maksymalna jasność wynosiła 17,09m.